# ریویتسا
ریویتسا (به صربی: Rivica) یک منطقهٔ مسکونی در صربستان است که در Irig municipality واقع شده‌است. ریویتسا ۶۵۷ نفر جمعیت دارد.